# Dothan (Alabama)
Dothan er en by i den sydøstlige del af staten Alabama i USA. Den er administrativt centrum for det amerikanske county Houston County i staten Alabama. Byen har 71.072 (2020) indbyggere.